# Нестеренко, Владимир Васильевич
Владимир Васильевич Нестеренко (род. 8 июня 1963, Донецк, Украинская ССР) — белорусский менеджер, с 2009 по 2023 год генеральный директор Республиканского унитарного производственно-торгового предприятия «Оршанский льнокомбинат»

## Биография
В 1982 году окончил Донецкий горный техникум. В 2003 году окончил Могилевский государственный технический университет, в 2009 году — Академию управления при Президенте Республики Беларусь.
Начал свою трудовую деятельность в 1982 году в качестве горного мастера подземной шахты Е. Т. Абакумова ПО «Донецкуголь», г. Донецк
- 1984—1985 — старший техник НИСа Донецкого политехнического института
- 1985—1987 — старший техник НИСа, учебный мастер кафедры ЭПГ Донецкого политехнического института
- 1987—1989 — инженер-конструктор, заместитель начальника по технической части завода «Могилевсельмаш», г. Могилев
- 1989—1990 — заместитель начальника механической и энергетической службы завода сборного железобетонного проектно-промышленного строительного объединения «Могилевжилстрой»
- 1991—1992 — начальник транспортно-сырьевого цеха, главный механик завода крупнопанельного домостроения, г. Могилев
- 1992—2002 — слесарь механосборочных работ, начальник бюро подготовки производства, и. о. начальника специализированного монтажного управления, главный механик, зам. генерального директора по коммерции ОАО «Моготекс», г. Могилев
- 2003—2004 — зам. директора по коммерческим вопросам СООО «Могилевский кожевенный завод»
- 2004—2009 — директор ОАО «Витебский комбинат шёлковых тканей», г. Витебск
- 2009—2023[1] — генеральный директор РУПТП «Оршанский льнокомбинат», г. Орша.
- С 2025 — генеральный директор ОАО «Полесье»[источник не указан 68 дней].

В марте 2014 года Владимир Нестеренко был избран депутатом Витебского областного Совета от Льнокомбинатского избирательного округа.

## Руководство Оршанским льнокомбинатом
Начал свою деятельность на РУПТП «Оршанский льнокомбинат» 22 апреля 2009 года в качестве заместителя генерального директора по коммерческим вопросам. 5 июня 2009 года назначен генеральным директором РУПТП «Оршанский льнокомбинат».
Под руководством Нестеренко Оршанский льнокомбинат стал одним из лидеров в легкой промышленности республики. Уже в 2010 году комбинат, за предыдущий год понесший убытки в размере около 12 млрд рублей, вышел на безубыточный режим производства; по итогам года прибыль составила 25 млн долларов.
В дальнейшем под руководством Нестеренко Оршанский льнокомбинат пережил радикальную модернизацию производства. Под получение кредитов было заложено имущество предприятия, гарантами возврата кредитов выступили лично Нестеренко и председатель концерна «Беллегпром» Геннадий Вырко. В дальнейшем переоснащение финансировалось за счёт собственной валютной выручки предприятия. К началу 2012 года было закуплено 43 новых станка, а к началу 2014 года число таких станков дошло до 170. Ведётся работа над снижением складских запасов, которые за двухлетний период к началу 2012 года снизились втрое.
В результате целенаправленной работы предприятия в 2012 году уровень рентабельности реализованной продукции (работ, услуг) составил 16,9 %, темп роста объёма экспорта товаров-113,1 %. По результатам работы за 2012 год РУПТП «Оршанский льнокомбинат» присвоено первое место по текстильной отрасли концерна «Беллегпром» и Премия Правительства Республики Беларусь за достижения в области качества.

## Награды
- 2008 год — почетная грамота концерна «Беллегпром»
- 2010 год — почетная грамота Витебского областного комитета Белорусского профсоюза работников легкой промышленности
- 2011 год — почетная грамота Оршанского городского исполнительного комитета.
- 2013 год — почетная грамота Витебского областного исполнительного комитета.
- 2017 год — Медаль «За трудовые заслуги».[11]